# Southport
Southport es una localidad balneario en la zona metropolitana del Borough de Sefton en Merseyside, Inglaterra. Es uno de los pueblos más poblados del Noroeste de Inglaterra.
Southport yace en el mar Irlandés sobre la costa del Noroeste de Inglaterra y por el norte por el estuario Ribble. El pueblo está situado a 16,5 millas (26,6 km) al norte de la ciudad de Liverpool y 14,8 millas (23,8 km) al suroeste de la ciudad de Preston en Lancanshire.

## Historia

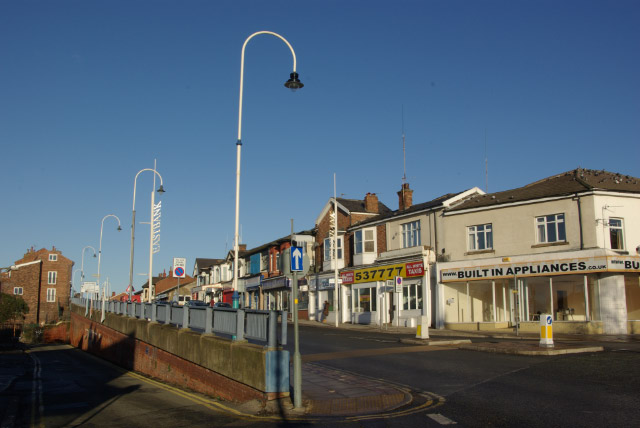
Calle Eastbank en Southport

Históricamente parte de Lancashire, Southport fue fundado en 1792 cuando William Sutton, hostelero de Churchtown, construyó una casa de baños en lo que es ahora la parte sur de Lord Street. En ese entonces, conocido como South Hawes, fue poblado y dominado por dunas de arena. A comienzos del siglo XIX, el área se volvió popular y turística debido a su fácil acceso desde Leeds y el canal de Liverpool. Fue así la que el pueblo creció rápidamente. El rápido crecimiento de Southport coincidió ampliamente con la Revolución Industrial y con la Era Victoriana.

## Atracciones
Las atracciones de Southport incluyen el Muelle de Southport con su tranvía del muelle de Southport, el segundo más grande en las islas británicas. y por Lord Street, una calle de compras con árboles, que fue una vez el hogar de Napoleón III de Francia.
Existen extensivas dunas de arena por varias millas entre Birkdale y Woodvale, Mersyside al sur del balneario. Las dunas de arena de Ainsdale han sido designadas Reserva Natural Nacional de Inglaterra al sur del pueblo y es un sitio de la Convención Ramsar.

## Fauna

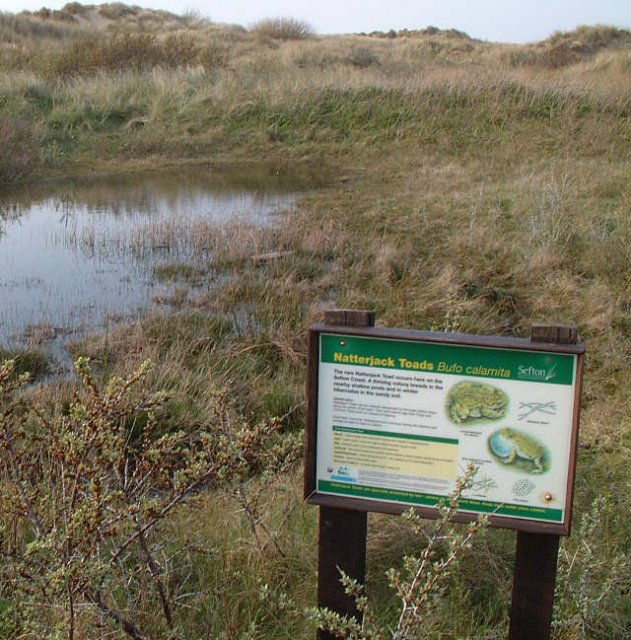
Letrero con información sobre el sapo Natterjack en Ainsdale

La fauna local incluye el sapo Natterjack y el lagarto de arena.

## Arquitectura
El pueblo contiene ejemplos arquitectónicos victorianos y su planeamiento en la calle Lord y el resto de las calles. Un rasgo particular del pueblo son la cantidad de árboles que tiene plantados. Este fue una de las condiciones requeridas por la familia Hesketh, cuando donaron sus tierras para su desarrollo en el siglo XIX.
El Parque Hesketh, al norte del pueblo se denomina así por la familia Hesketch, por haber sido construido sobre tierra donada por el Reverendo Charles Hesketh.

## Turismo
Southport, como ciudad costera, tiene una larga historia de ocio y tiempo libre por lo que depende fuertemente del turismo. La ciudad entró en declive cuando en la década de los 60 los billetes de avión comenzaron a bajar de precio y la sociedad británica prefirió pasar sus vacaciones en destinos extranjeros más baratos y con major clima. A pesar de ello, Southport fue capaz de sobrevivir con la gente que venía a pasar el día a la playa durante los días festivos y fines de semana. Hoy en día la ciudad ha diversificado su oferta con una gran cantidad de tiendas y comercios, la realización de importantes eventos anuales y conferencias. En 2011 Southport obtuvo el puesto número 14 como ciudad costera más popular del país, incrementando en un 23% sus ingresos provenientes del turismo ese mismo año. Parte del progreso de la ciudad en los últimos años se explica por la inversión del dinero proveniente del turismo. Informes recientes sitúan a Southport como la cuarta ciudad del país en cuanto al nivel de inversiones durante la última década. 

## Eventos
Southport es uno de los balnearios más populares del Reino Unido. Allí se realizan distintos eventos incluyendo un show aéreo sobre la playa, y una de las muestras de flores independientes más grandes en el Reino Unido en el Parque Victoria de Southport. El pueblo está en el centro de golf de la costa inglesa y es anfitrión del campeonato abierto de golf y del Club de Golf Real de Birkdale (Royal Birkdale Golf Club).